# アイ・ワナ・ゴー
「アイ・ワナ・ゴー」(I Wanna Go)は、ブリトニー・スピアーズの楽曲。彼女の7枚目のスタジオ・アルバム『ファム・ファタール』から3枚目のシングルとしてリリースされた。

## 解説
楽曲制作とプロデュースをマックス・マーティンとシェルバックが行い、サバン・コテチャも楽曲制作に加わっている。スピアーズは2011年2月にアルバムリリースに先行してこの楽曲の一部を公開した。シングルの発売は彼女のオフィシャル・ウェブサイトにて行われたサード・シングルを決めるためのファン投票によって選出され、「アイ・ワナ・ゴー」は2011年5月13日に正式にシングル化が発表された。シングルのジャケット写真は2011年6月6日に公開された。
「アイ・ワナ・ゴー」は重いベースラインとニュー・オーダーを思い出させるドラム・フィルをフィーチャーしたダンス・ミュージック並びにHi-NRGソングである。この楽曲は、批評家から肯定的な評価を得ている。
Billboard Hot 100では最高位7位を記録し、ブリトニーにとっては初めて同一アルバムから3曲のトップ10シングルが生まれる結果を残した。その他にカナダなどでもトップ5に入るヒットを記録している。
ミュージック・ビデオはクリス・マーズ・ピリエーロが監督を務めており、2011年6月22日に解禁された。ビデオはスピアーズの白昼夢が描かれ、サイボーグのパパラッチを攻撃する内容となっており、俳優のギレルモ・ディアスも出演している。このビデオには著名な4つの映像作品の映像が参考にされており、それには『ターミネーター2』や『ミスター・ナイスガイ／保釈金大作戦）』、自身が主演した2002年の映画『ノット・ア・ガール』、マイケル・ジャクソンのミュージック・ビデオ『スリラー』が含まれている。ビデオは批評家から肯定的評価を受け、遊び心があるという褒め言葉を与えられた。

## 認定とセールス
| 国/地域                                                       | 認定        | 認定/売上数 |
| ------------------------------------------------------------- | ----------- | ----------- |
| オーストラリア (ARIA)                                         | Gold        | 35,000^     |
| 韓国                                                          |             | 536,491     |
| スウェーデン (GLF)                                            | Platinum    | 40,000      |
| アメリカ合衆国 (RIAA)                                         | 2× Platinum | 2,000,000   |
| ^ 認定のみに基づく出荷枚数 · 認定のみに基づく売上数と再生回数 |             |             |